# 주홍글씨 (1926년 영화)
주홍글씨(The Scarlet Letter)는 미국에서 제작된 빅터 소스트롬 감독의 1926년 드라마 영화이다. 릴리언 기시 등이 주연으로 출연하였다.

## 출연

### 주연
- 릴리언 기시
- 라스 핸슨

### 조연
- 칼 데인